# Слободской (Брянская область)
Слободской — посёлок в Жуковском районе Брянской области, в составе Троснянского сельского поселения. 
 Расположен в 3 км к северу от посёлка Тросна. Население — 20 человек (2010).

## История
Возник в 1920-е годы как группа хуторов; первоначально считался частью посёлка Поляковка.
В 1964 году присоединён посёлок Новиковский (южная окраина нынешнего посёлка).
| Годы      | 1979 | 1989 | 2002 | 2010 |
| --------- | ---- | ---- | ---- | ---- |
| Население | 59   | 45   | 30   | 20   |